# Biosfärområdet Geno
Biosfärområdet Geno är ett naturskyddsområde i södra Iran vid Persiska viken. Reservatet bildas av en upp till 3000 meter hög bergstrakt som ligger mellan den fuktiga zonen vid Persiska viken och öknarna i landets inre. I dalgångarna hittas några heta källor.
I området lever cirka 40 300 personer (år 2000) som huvudsakligen är sysselsatta med jordbruk och grönsaksodling. En viss del av näringslivet består av industri och turism. Trots regionens status som reservat förekommer problem i form av intensiv användning som betesmark, tjuvskyttar och ökande trafik.